# Burgstädt
Burgstädt (pronunciación en alemán: /ˈbʊʁkˌʃtɛt/ⓘ) es un municipio situado en el distrito de Sajonia Central, en el estado federado de Sajonia (Alemania), a una altitud de 300 metros. Su población a finales de 2016 era de unos 10 700 habs. y su densidad poblacional, 420 hab/km².